# Auto Esporte Clube (Piauí)
O Auto Esporte Clube é um clube brasileiro de futebol, da cidade de Teresina, capital do Estado do Piauí. Foi fundado no dia 1º de maio de 1951, por motoristas autônomos.

## Títulos
| Estaduais | Estaduais                              | Estaduais | Estaduais         |
|           | Competição                             | Títulos   | Temporadas        |
| --------- | -------------------------------------- | --------- | ----------------- |
|           | Campeonato Piauiense                   | 1         | 1983              |
|           | Torneio Início                         | 1         | 1954, 1963 e 1990 |
|           | Campeonato Piauiense - Segunda Divisão | 2         | 1966 e 1978       |

## Ranking da CBF
- Posição: 230º
- Pontuação: 6 pontos

Ranking criado pela Confederação Brasileira de Futebol que pontua todos os times do Brasil.